# 中村良真
中村 良真（なかむら りょうま、1994年11月27日 - ）は、ラグビーユニオン選手。

## 略歴
八戸西高校時代に、高校日本代表候補に選ばれたことがある。
2013年、帝京大学に進む。
2017年、帝京大学卒業後、釜石シーウェイブスに加入。同年9月10日に行われたジャパンラグビートップチャレンジリーグ第1節の三菱重工相模原ダイナボアーズ戦に先発出場で公式戦初出場を果たした。
2025年5月、日本製鉄釜石シーウェイブスを退団。